# Liste des marquis de Gothie
 (juin 2025).
Si vous disposez d'ouvrages ou d'articles de référence ou si vous connaissez des sites web de qualité traitant du thème abordé ici, merci de compléter l'article en donnant les références utiles à sa vérifiabilité et en les liant à la section « Notes et références ».
En pratique : Quelles sources sont attendues ? Comment ajouter mes sources ?

Le royaume des Francs sous Hugues Capet (vers 990).

Le titre de marquis de Gothie ou de margrave de Gothie était un titre de noblesse, parfois assumé par son titulaire comme un signe de suprématie dans la région de Gothie qui était située dans la région historique de Septimanie dans le Sud de la France, qui est devenue plus tard une partie du Languedoc. Le marquisat comprenait notamment les villes de Narbonne, Agde, Béziers, Melgoy[Quoi ?], Nîmes et Uzès, aux IXe et Xe siècles.
Le titre de marquis de Septimanie, précédente dénomination de la Gothie, est également employé.

## Historique
Après 790, Charlemagne fonde le marquisat d'Espagne en Septimanie, ainsi que la Marche hispanique composée d'un certain nombre de comtés du sud des Pyrénées jusqu'à l'Èbre. Ensemble, les deux fiefs correspondent à la zone tampon censée protéger le royaume d'Aquitaine des incursions arabes. Le premier souverain du marquisat est Guillaume de Gellone, qui organise la défense du territoire, repousse les incursions musulmanes, et participe à la reconquête de Barcelone en 801. La capitale du marquisat est Toulouse, dont les comtes portent à l'origine le titre de marquis de Septimanie. Le marquis de Septimanie est le principal représentant de l'empereur dans la région, relevant directement du roi d'Aquitaine. Après que Guillaume de Gellone s’est retiré en 806, Bégon de Paris, marié à la fille illégitime de Louis le Pieux, lui succède.
Cependant, après la mort de Charlemagne, la situation dans la région change. Devenu empereur, Louis le Pieux nomme son fils Pépin Ier roi d'Aquitaine, qui commet rapidement de nombreuses maladresses, écartant et disgraciant des seigneurs locaux et assassinant des évêques, comme Jean d’Auch. En 816, les Basques se révoltent, la rébellion s'étend rapidement à la Vasconie. Afin de lutter plus efficacement contre soulèvement, Louis divise le marquisat d'Espagne en deux. À la tête de la Marche toulousaine se trouve Bérenger de Toulouse, qui devient en fait vice-roi d'Aquitaine, tandis que la Septimanie tombe sous le contrôle direct de l'empereur, qui nomme le comte Leibulf de Provence pour l'administrer.

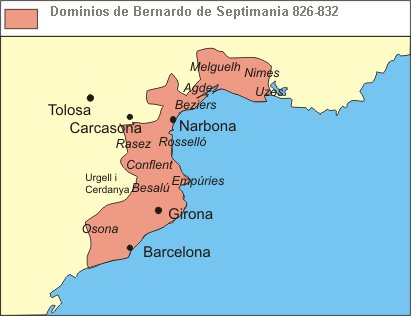
Territoires détenus par Bernard de Septimanie en 826.

Après la mort de Leibulf (en 828), la Septimanie est entre les mains de Bernard de Septimanie, alors comte de Barcelone. Cependant en 832, après avoir participé à la rébellion de Pépin contre l'empereur Louis le Pieux, Bernard est privé de ses biens, qui sont donnés en apanage à Bérenger de Toulouse, réunissant ainsi les territoires de Toulouse et de Septimanie, ainsi que leur ajoutant une partie des comtés catalans. Après la mort de Bérenger trois ans plus tard, ses biens reviennent à Bernard, revenu dans l’estime de Louis le Pieux par son aide dans la guerre contre son fils Lothaire. Il féodalise ses provinces en confiant leur administration à ses vicomtes.
Après la mort de Louis le Pieux en 840, une guerre éclate à nouveau entre ses fils. Bernard, qui a reconnu Pépin II d'Aquitaine (fils de feu Pépin Ier) comme son suzerain, ne participe au conflit qu'après la défaite de Pépin II et Lothaire contre Louis le Germanique et Charles le Chauve lors de bataille de Fontenoy-en-Puisaye. En août 843, Lothaire, Louis et Charles concluent la paix par le traité de Verdun, par lequel l’empire carolingien est définitivement divisé entre les trois frères. La Septimanie est incluse dans le royaume de Francie occidentale de Charles le Chauve — à l'exception du comté d'Uzès, qui est entré dans le royaume de Lothaire. Si le traité ramène la paix entre les trois frères, elle met cependant Bernard dans une position difficile : son principal allié, Pépin II est exclu du partage. En 844, Charles le Chauve mène une nouvelle expédition en Aquitaine : Bernard est capturé lors du siège de Toulouse, condamné à mort et décapité dans la ville. Le marquisat est divisée, la Septimanie est subordonnée aux comtes de Barcelone et le titre de marquis de Septimanie est aboli.
En 849, à l'assemblée de Narbonne, Charles le Chauve autorise les comtes Aleran de Troyes et Isembart d'Autun à subordonner les territoires qui soutenaient son rival Pépin II d'Aquitaine. En même temps, Isembart et Aleran reçoivent le titre de marquis de Gothie. Ils réussissent à capturer Guillaume de Septimanie, le fils de Bernard et à prendre pied dans la région, après quoi le titre de marquis de Gothie a été effectivement attribué aux comtes de Barcelone avant la rébellion de Bernard de Gothie, réunissant d'énormes possessions entre ses mains. Après la répression de la rébellion en 878, les biens de Bernard sont divisés. Le titre de marquis de Gothie est donné à Bernard Plantevelue, qui devint en 885 Margrave d'Aquitaine. Après la mort de Bernard, le titre hérite à son fils Guillaume le Pieux.
Cependant, après la mort de Guillaume en 918, le roi Charles III le Simple accorde le titre aux comtes de Toulouse et Rouergue, qui incluent la Gothie dans leurs possessions. Cependant, au XIe siècle, le titre perd son sens et disparaît.

## Liste des titulaires

### Marquis de Septimanie

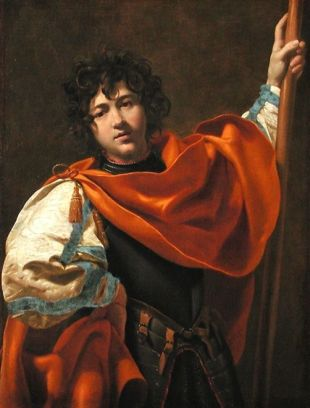
Guillaume de Gellone par Simon Vouet

- 801 - 806 : Guillaume de Gellone, comte de Toulouse (790–806)
- 806 - 816 : Bégon de Paris, comte de Paris (811-816), comte de Toulouse (806-816)
- 817 - 828 : Leibulf de Provence, comte de Provence
- 828 - 832 : Bernard de Septimanie, comte de Barcelone et de Gérone, d'Autun (826-832)
- 832 - 835 : Bérenger de Toulouse, comte de Toulouse (816-835), comte de Barcelone, Gérone et Ampurias (832-835)
- 835 - 844 : Bernard de Septimanie, comte de Barcelone, de Gérone et de Toulouse

### Marquis de Gothie

Le Marquisat de Gothie au sein du royaume de France vers 1030

- 844 - 848 : Sunifred de Barcelone, comte d'Urgell et de Cerdagne (834-848), comte de Barcelone, Gérone (844-848)
- 849 - 852 (co-dirigeants) : 
  - Aleran de Troyes, comte de Troyes (820 - 852), comte de Barcelone, d'Empuries et Roussillon (850-852)
  - Isembart d'Autun, comte de Barcelone, Gérone, d'Empuries et Roussillon (850 - 852), comte d'Autun, Chalon, Dijon et Macon (853)
- 852 - 858 : Odalric (en), comte de Barcelone, de Gérone, d'Empuries et Roussillon (852-858)
- 858 - 864 : Unifred, comte de Barcelone, de Gérone, de Narbonne, de Roussillon, d'Empuries (858-864), comte de Toulouse (863-864)
- 865 - 878 : Bernard de Gothie, comte de Barcelone, de Gérone, Roussillon, Narbonne, Agde, Béziers, Nîmes, de Melgueil (865-878), comte de Poitiers (866-877), comte d'Autun (876-879)
- 878 - 886 : Bernard Plantevelue, comte d'Ormois (866). comte d'Auvergne (868–886), comte de Toulouse, de Rouergue et de Quercy (872-886), comte auvent Bourges de 878, comte de Mâcon (884-886), comte de Lyon de 885, margrave d'Aquitaine de 885
- 886 - 918 : Guillaume le Pieux, comte d'Auvergne, Macon, Bourges et Lyon (886-918), duc d'Aquitaine (893-918)
- 918 : Eudes de Rouergue, comte de Rouergue (872-918), de Quercy (877-918) et de Toulouse (886-918)

Après l'abdication du comte Eudes, ses deux fils se partagent ses domaines : Raymond II conserve les comtés d'Albi et de Toulouse, tandis que Ermengaud obtient les comtés de Rouergue et de Quercy. À la mort du premier en 924, le titre de marquis de Gothie est récupéré à la fois par Ermengaud et par Raymond Pons (fils de Raymond II)
| - 918 - 924 : Raymond II de Toulouse, comte d'Albi (878-924), comte de Nîmes (890-924), comte de Toulouse (918-924) - 924 - v.944 : Raymond Pons de Toulouse, comte de Toulouse (924-v.944), duc d'Aquitaine et comte Auvergne (932-v.944) - v.944 - 961 : Raymond (IV) de Toulouse, comte de Toulouse, d’Albi, duc d'Aquitaine et comte Auvergne - 961 - 972 : Hugues de Toulouse, comte de Toulouse, d’Albi - 972 - 978 : Raymond (V) de Toulouse, comte de Toulouse, d’Albi - 978 - 1037 : Guillaume III de Toulouse, comte de Toulouse, d’Albi - 1037 - 1060 : Pons de Toulouse, comte de Toulouse, d’Albi, d’Agen | - 924 - v.937 : Ermengaud de Rouergue, comte de Rouergue et de Quercy (918-937) - v.937 - 961 : Raymond I de Rouergue, comte de Rouergue et de Quercy - 961 - 1008 : Raymond II de Rouergue, comte de Rouergue et de Quercy - 1008 - 1054 : Hugues Ier de Rouergue, comte de Rouergue et de Quercy - 1054 - 1065 : Berthe de Rouergue, comtesse de Rouergue et de Quercy |

En 1065, Raymond de Saint-Gilles, récupère le titre de feue sa cousine Berthe. Seul le comté de Rouergue lui apporte une puissance territoriale, les autres titres de Narbonne et de Gothie sont uniquement des titres théoriques apportant une suzeraineté.
- 1065 - 1105 : Raymond de Saint-Gilles
- 1105 - 1109 : Bertrand de Toulouse
- 1109 - 1148 : Alphonse Jourdain
- 1148 - 1194 : Raymond V (ou VII) de Toulouse
- 1194 - 1222 : Raymond VI (ou VIII) de Toulouse
- 1222 - 1249 : Raymond VII (ou IX) de Toulouse